# Монтичело д'Алба
Монтичело д'Алба (итал. Monticello d'Alba) је насеље у Италији у округу Кунео, региону Пијемонт.
Према процени из 2011. у насељу је живело 1911 становника. Насеље се налази на надморској висини од 341 м.

## Становништво
Према резултатима пописа становништва 2011. у општини је живело 2.216 становника.
| 1931. | 1936. | 1951. | 1961. | 1971. | 1981. | 1991. | 2001. | 2011. |
| ----- | ----- | ----- | ----- | ----- | ----- | ----- | ----- | ----- |
| 2.381 | 2.322 | 1.980 | 1.737 | 1.741 | 1.711 | 1.760 | 1.911 | 2.216 |